# 彭氏柳叶菜
彭氏柳叶菜（学名：Epilobium pengii），又名网籽柳叶菜，为柳叶菜科柳叶菜属下的一个种。它主要分佈於高海拔地區。它的花瓣由白=漸變為粉紅，長為5毫米至6.5毫米，蒴果長4.5釐米至5釐米。